# Fabio Danti
Pour les articles homonymes, voir Danti.
Fabio Danti (né le 5 décembre 1967 à San Marcello Pistoiese et mort le 3 juin 2000  à Caprino Veronese) est un pilote automobile de courses de côte italien.

## Biographie
Fabio Danti commence la compétition automobile en 1990, en rallye sur Renault 5 GT Turbo.
En 1993 il fait ses débuts en propotype sur une Lucchini-Alfa Romeo CN 3000 lors de ses courses de montagne nationales.
En 1996 il remporte dans sa catégorie les 6 courses dans lesquelles il était engagé en championnat de la montagne d'Italie sur Škoda Felicia 1600.
En 1997 il devient vainqueur de classe A6 lors du Rallye Sanremo en WRC sur Škoda Felicia Kit Car, avec Marcello Olivari pour copilote (17e au général).
En 1999 il obtient 10 victoires sur Škoda Octavia et Octavia SW dans le championnat national de la montagne, ainsi que 3 sur Osella-BMW.
Il est mort en 2000 lors de la course de côte Caprino-Spiazzi après un choc à pleine vitesse (240 km/h) contre un arbre, perdant le contrôle de son Osella dans le dernier virage avant la ligne d'arrivée.
En son honneur la course de montagne Lima-Abetone a été rebaptisée Trophée Fabio Danti.

## Palmarès

### Titres
- Double Champion d'Europe de la montagne de catégorie II, en 1995 (sur Luccini P3-94M-BMW (Gr. CN)) et 1996 (sur Osella PA20S-BMW (Gr. CN));
- Champion d'Italie de la montagne, en 1994 sur Lucchini-Alfa Romeo 3000;
  - Vice-champion d'Italie de la montagne, en 1993 sur Lucchini-Alfa Romeo CN 3000, et en 1997 sur Skoda Octavia Turbo 2000 Gr.A;

### Victoires notables en championnat d'Europe de la montagne
- 1995: Baba ("Matador");
- 1995: Al Fito;
- 1996 et 2000: Jaizkibel;
- 1996: rampa da Falperra;
- 1996: Šternberk;
- 1996: Vallecamonica.

## Récompenses
- Casque d'or par le magazine Autosprint, en 1995 et 1996;
- Médaille de bronze de la valeur athlétique du CONI, à 2 reprises;
- Trois prix d'excellence attribués par l'A.N.C.A.I..

## Source de la traduction
- (it) Cet article est partiellement ou en totalité issu de l’article de Wikipédia en italien intitulé « Fabio Danti » (voir la liste des auteurs).